# Ophiorupta
Ophiorupta is een geslacht van slangsterren uit de familie Ophiomyxidae.

## Soorten
- Ophiorupta discrepans (Koehler, 1922)